# Pholcus djelalabad
Pholcus djelalabad is een spinnensoort uit de familie trilspinnen (Pholcidae). De soort komt voor in Afghanistan.